# Знаки жизни
«Знаки жизни» (нем. Lebenszeichen) — дебютный полнометражный художественный фильм режиссёра Вернера Херцога, вышедший на экраны в 1968 году. Сюжет ленты основан на рассказе Ахима фон Арнима. Картина получила специальный приз «Серебряный медведь» на Берлинском кинофестивале и серебряную премию Deutscher Filmpreis в категории «лучший фильм».

## Сюжет
Действие происходит во время Второй мировой войны в оккупированной немцами Греции. Немецкий солдат по фамилии Строшек получает серьёзное ранение в сражении с партизанами на Крите. После длительного лечения в госпитале он получает назначение на тихий остров Кос, где должен пройти реабилитацию. Его непосредственная задача — охранять склад боеприпасов, располагающийся в заброшенной средневековой крепости. Компанию Строшеку составляют жена-гречанка Нора и два сослуживца — болезненный филолог Беккер, увлечённый расшифровкой древнегреческих надписей на камнях, и ворчливый Майнхард, интересующийся в основном животным миром окрестностей. Жителям замка приходится бороться с иссушающей жарой и мучительным бездействием. Постепенно Строшек впадает в апатию, его психическое состояние начинает ухудшаться...

## В ролях
- Петер Брогле — Строшек
- Вольфганг Райхман — Майнхард
- Афина Захаропулу — Нора
- Вольфганг фон Унгерн-Штернберг — Беккер
- Вольфганг Штумпф — капитан
- Генри ван Лик — лейтенант
- Хулио Пинейро — цыган
- Флориан Фрике — пианист
- Хайнц Узенер — доктор
- Ахмед Хафиз — местный житель